# Айлано
Айла̀но (на италиански: Ailano) е село и община в Южна Италия, провинция Казерта, регион Кампания. Разположено е на 260 m надморска височина. Населението на общината е 1380 души (към 2010 г.).